# Rannaküla (Kihelkonna)
Rannaküla – wieś w Estonii, w prowincji Sarema, w gminie Kihelkonna.